# وایزر ۳۰۹۵۵
سیارک ۳۰۹۵۵ (به انگلیسی: 30955 Weiser، نامگذاری:1994PG29) سی هزار و نهصد و پنجاه و پنجمین سیارک کشف شده‌است که در ۱۲ اوت ۱۹۹۴ کشف شد.